# Marija Boczkariowa
Marija Leontjewna Boczkariowa, ros. Мария Леонтьевна Бочкарёва (ur. 1889 we wsi Nikolskoje w guberni nowogrodzkiej, zm. prawdopodobnie 16 maja 1920 w Krasnojarsku) – rosyjska dowódczyni żeńskiego batalionu piechoty, sformowanego dla obrony Rosji w czasie I wojny światowej.

## Życiorys
W 1914 roku za zgodą cara Mikolaja II wstąpiła do armii rosyjskiej. Za bohaterstwo w walkach była wielokrotnie nagradzana. Po rewolucji lutowej, w obliczu braków kadrowych w wojsku rzuciła pomysł tworzenia żeńskich jednostek. Pierwszy batalion pod dowództwem Boczkariowej, skupiający wyłącznie kobiety powstał 21 czerwca 1917 roku z ochotniczek w Petersburgu (pierwszy apel odbył się 21 czerwca przed soborem św. Izaaka), który został powołany przez Rząd Tymczasowy (29 czerwca powołanie zatwierdziła Rada Wojenna) i otrzymał oficjalną nazwę Pierwszy Kobiecy Oddział Śmierci. Jej adiutantem była Marija Skrydłowa – córka admirała. Batalion był w 1917 roku  wizytowany przez gorącą orędowniczkę udziału kobiet w wojnie Emmeline Pankhurst i wziął udział w walkach na froncie. Jeden z oddziałów żeńskich, liczący 137 kobiet-żołnierzy, uczestniczył w obronie Pałacu Zimowego w Piotrogrodzie przed szturmem bolszewików w czasie rewolucji październikowej, ale poddał się bez walki.
Wiosną 1918 roku przez Władywostok wyjechała do USA, a następnie Wielkiej Brytanii, gdzie m.in. podczas spotkań z prezydentem Wilsonem i królem Jerzym V zabiegała o wsparcie w walce przeciwko bolszewikom. Powróciła do Rosji wraz z wojskami interwencyjnymi w sierpniu 1918 roku. Następnie przebywała na Syberii przy armii admirała Aleksandra Kołczaka.
7 stycznia 1920 roku została aresztowana przez Czeka. Prawdopodobnie została rozstrzelana przez bolszewików 16 maja 1920 roku, w Krasnojarsku. 
Inną wersję podaje biograf S. Drokow, twierdząc, że z Krasnojarska wywiózł ją do Harbinu Żyd Izaak Lewin, który został później jej mężem.
Formalnie zrehabilitowana w 1992 roku.